# Kristof Magnusson
Kristof Magnusson, celým jménem Kristof Weitemeier-Magnusson (* 4. března 1976 Hamburk), je islandsko-německý spisovatel a překladatel žijící v Berlíně.
Po absolutoriu střední varhanické školy studoval literární a scénické psaní v Lipsku a Berlíně a islandskou literaturu v Reykjavíku. Jeho dílo zahrnuje vedle románů a divadelních her také povídky a reportáže. Kromě toho překládá islandskou literaturu do němčiny.
Za své překlady obdržel četná ocenění, pobytová a pracovní stipendia. Mimo jiné byl stipendistou Goethe Institutu v indickém Puné, Writer in Residence na Massachusetts Institute of Technology (MIT) a Translator in Residence v Evropském překladatelském kolegiu (EÜK) ve Straelenu. Vyučoval na několika univerzitách.
Magnusson získal zájem širšího publika divadelní hrou Männerhort (2002). Komedie byla přeložena do francouzštiny, angličtiny, švédštiny, turečtiny, bulharštiny, estonštiny, slovenštiny, polštiny a češtiny (Iva Michňová, Kutloch aneb I muži mají své dny). Hra byla uvedena na více než 80 divadelních scénách v mnoha zemích, česká premiéra se konala v roce 2002 na Letní scéně Vyšehrad. Pravidelně je uváděna ve Studiu DVA v Praze, například jako Bez bab! Aneb Kutloch v Klicperově divadle v Hradci Králové.
I Magnussonovy romány se těší velkému zájmu a byly přeloženy do několika jazyků. Se svým románovým debutem byl pozván na literární soutěž Ingeborg-Bachmann-Wettbewerb, nejdůležitější literární soutěž v německé jazykové oblasti. Dva další autorovy romány obdržely značnou mediální pozornost a v Německu figurovaly na seznamu nejprodávanějších knih. Styl Kristofa Magnussona se vyznačuje humorem a lehkostí. V jednom rozhovoru říká: „Humor je pro mne (…) důležitý způsob, jak se dívat na svět. (…) Myslím si, že není od věci nedůvěřovat lidem, kteří nemají smysl pro humor, stačí si jen všimnout, co se dnes děje ve sféře politické rétoriky. Humor je vždycky formou citlivého vnímání, ale současně zaujetím určitého odstupu. To znamená, že kdo má smysl pro humor, s tím se nedá tak snadno manipulovat. A co mají opravdu všechny totalitní režimy společného, je, že jim v extrémní míře chybí humor.“